# ونتورث میلر
وِنتوُرث میلرِ یا وِنتوُرث اِرل میلرِ سوم (به انگلیسی: Wentworth Earl Miller III) (زادهٔ ۲ ژوئن ۱۹۷۲) بازیگر و فیلم‌نامه‌نویس آمریکاییِ بریتانیایی‌تبار است که در پی ایفای نقش «مایکل اسکافیلد» در سریال فرار از زندان که از شبکهٔ تلویزیونی «فاکس» پخش شد، شهرت زیادی پیدا کرد. وی پس از بازی در نقش مایکل اسکافیلد، نامزد جایزه گلدن گلوب بهترین بازیگر مرد – مجموعه تلویزیونی درام در سال ۲۰۰۵ شد. او اولین فیلمنامه‌نویسی خود را با فیلم استوکر در سال ۲۰۱۳ انجام داد.

## آغاز زندگی
میلر در چیپینگ نورتون، آکسفوردشر از والدینی آمریکایی زاده شد. مادرش، روکسان پالم، آموزگار آموزش کودکان استثنایی، و پدرش، وِنتوُرت ای. میلرِ دوم، وکیل و معلم است. پدرش هنگام تولد وی، از طریق بورس رودز در دانشگاه آکسفورد تحصیل می‌کرد. به‌گفتهٔ او در مصاحبه‌ای در ۲۰۰۳ میلادی، پدرش سیاه‌پوست و مادرش سفیدپوست است. پدر میلر از تبار آفریقایی-آمریکایی، جاماییکایی، آلمانی، و انگلیسی، و مادرش از تبار روسی، فرانسوی، هلندی، سوری و لبنانی است.
هنگامی که یک‌ساله بود، خانواده‌اش به محلهٔ پارک اسلوپ در بروکلین نیویورک نقل مکان کردند. میلر در دبیرستان دولتی میدوود در بروکلین درس خواند. او در دوران دبیرستان در یک نمایش موزیکال به نام بخوان به اجرا پرداخت. پدر و مادرش او را در سال آخر، به دبیرستان کواکر ولی در نزدیکی پیتسبورگ، پنسیلوانیا فرستادند. این دبیرستان دولتی برای کلاس‌های آماده‌سازی دانش‌آموزان برای کالج شناخته می‌شود. میلر در ۱۹۹۰ میلادی دبیرستان را به پایان رساند. او سپس از دانشگاه پرینستون در نیوجرسی پذیرش گرفت. او در دوران دانشگاه، با صدای باریتون در یک گروه آکاپلا به نام تایگرتونز آواز می‌خواند و همچنین عضو باشگاه‌های چهاردیواری و مستعمراتی بود. میلر در ۱۹۹۵ میلادی با مدرک کارشناسی ادبیات انگلیسی، از دانشگاه پرینستون فارغ‌التحصیل شد.

## پیشه

### ۱۹۹۵–۲۰۰۵: سال‌های آغازین
میلر پس از فارغ‌التحصیلی از دانشگاه در ۱۹۹۵ میلادی، به لس‌آنجلس رفت تا حرفهٔ هنرپیشگی را دنبال کند. به‌گفتهٔ او، هنرپیشه‌شدن خواست همیشگیش بوده‌است. او در توصیف راه پرپیچ‌وخمی که در مسیر ستاره شدن طی کرده‌است، چنین می‌گوید: «راه درازی را در پیش رو داشتم که با ناکامی، شکست و موانع بسیاری همراه بود؛ اما هرگز نتوانستم از آن دست بکشم. هنرپیشگی برای من به منزلهٔ هوا برای تنفس است؛ بنابراین کاری بود که باید انجام می‌دادم.» او مدتی در شرکتی که برای تلویزیون فیلم می‌ساخت، کار و در چندین تست هنرپیشگی شرکت کرد. نخستین حضور او در تلویزیون در ۱۹۹۸ میلادی بود که به‌عنوان بازیگر میهمان در نقش گِیج پترونزی در قسمت ۲۰ به نام «ماهی شو» از فصل دوم مجموعهٔ تلویزیونی بافی قاتل خون‌آشام‌ها حضور یافت.
ایفای نقش «دیوید» حساس و درونگرای سریال تلویزیونی «داینوتوپیا»، نخستین حضور میلر در قالب نقش اصلی به حساب می‌آید. پس از ظاهر شدن در تعدادی نقش فرعی در تلویزیون، در سال ۲۰۰۳، در فیلم «ننگ بشری» به عنوان جوانیِ شخصیت «کولمن سیلک» آنتونی هاپکینز، ایفای نقش کرد و در قالب نقش فردی که با گذشتهٔ خود در حال مبارزه است، قاطعانه به عنوان مرکز اصلی فیلم شناخته شد. میلر به صورت گسترده‌ای روی نقش کار کرد به‌طوری‌که برای به تصویر کشیدن شخصیت «سیلک» در قالب یک بوکسور علاوه بر کندوکاو شخصیت آنتونی هاپکینز، اقدام به گرفتن رژیم غذایی چهارماهه کرد. او به‌طور کلی خاطرات شیرین بسیاری از این تجربیات دارد و به گفتهٔ تونی موریسون در رمان معشوق: «شرحیات متعلق به شارح‌اند، نه مشروح.»
ایفای نقش «گیج پترونزی» دانش‌آموزی که به هیولای دریایی تبدیل می‌شود، در سریال بوفی، قاتلِ خون‌آشام (۱۹۹۸) اولین حضورش در تلویزیون بود.

### ۲۰۰۵–۲۰۰۹: فرار از زندان
در سال ۲۰۰۵ برای بازی در نقش «مایکل اسکافیلد» در سریال فرار از زندان شبکهٔ تلویزیونی فاکس انتخاب شد. او نقش برادر مهربانی را بازی کرد که نقشهٔ پیچیده و دقیقی را برای رهایی برادرش «لینکلن باروز» دومینیک پرسل از اعدام به جرمی که مرتکب نشده بود، طراحی می‌کند و با اجرای بی‌نظیرش جایزهٔ بهترین بازیگر سریالهای هیجانیِ «گلدن گلوب» (۲۰۰۵) را از آن خود کرد.
میلر در دو موزیک ویدئوی ماریا کری که «برت رتنر» کارگردان اپیزود آغازین (Pilot) از سریال فرار از زندان کارگردانی آن‌ها را به عهده داشت، در نقش مهمان حضور پیدا کرد. «رتنر» ایدهٔ استفاده از میلر در موزیک ویدئو را مطرح کرد و بعد از نشان دادن عکس او به «کری» و موافقت وی، هردو پروژه هم‌زمان فیلمبرداری شد؛ بنابراین امکان حضور توأم در هر دو پروژه را به دست آورد. او در این باره می‌گوید: «ماریا چهره‌ای جهانی است. همکاری دو روزه‌ای که در این پروژه با هم داشتیم، به من فرصت بیشتری برای دیده شدن داد و از این بابت سپاسگزارم.»

## زندگی شخصی
میلر در ونکوور، بریتیش کلمبیا، کانادا زندگی می‌کند. او دارای دو خواهر، لی و جیلیان است. او به سبب تولدش در انگلستان و والدین آمریکایی، دارای تابعیت انگلیسی و آمریکایی است.
میلر در سال ۲۰۰۷ در مصاحبه مجله این استایل این گفته که او همجنسگرا است، را رد کرد. با این حال او در ماه اوت سال ۲۰۱۳ میلادی به عنوان همجنسگرا آشکارسازی کرد او در وبسایت سازمان گلد، نامه ای در رد دعوت برای شرکت در جشنواره بین‌المللی فیلم سنت پترزبورگ منتشر کرد؛ او اظهار داشت که او از رفتار دولت روسیه با شهروندان همجنسگرا «عمیقاً آزرده» شده‌است. (که این حرف او اشاره به قانون ضد دگرباشان بود که در ماه ژوئن گذشته «روابط جنسی غیر سنتی» را ممنوع کرده بود). میلر نوشت که او «نمی‌تواند در وجدان خود در یک مراسم جشن که توسط کشوری برگزار می‌شود که در آن مردم مانند خودم به‌طور سیستماتیک از حق اساسی خود برای زندگی و عشق ورزیدن آزادانه منع شده‌اند، شرکت کند».

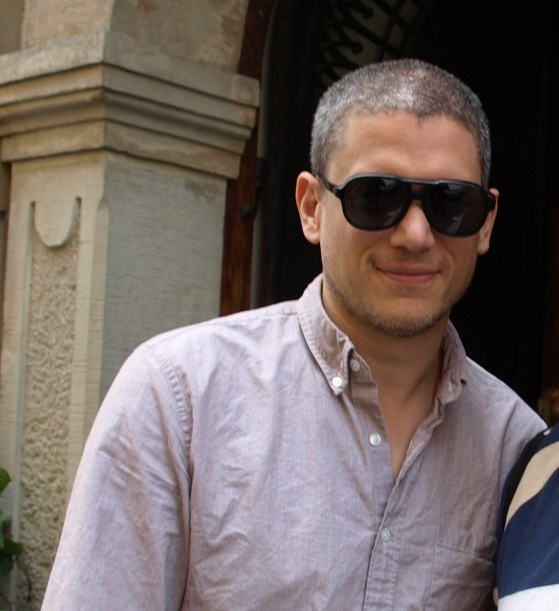
میلر در سال ۲۰۱۵

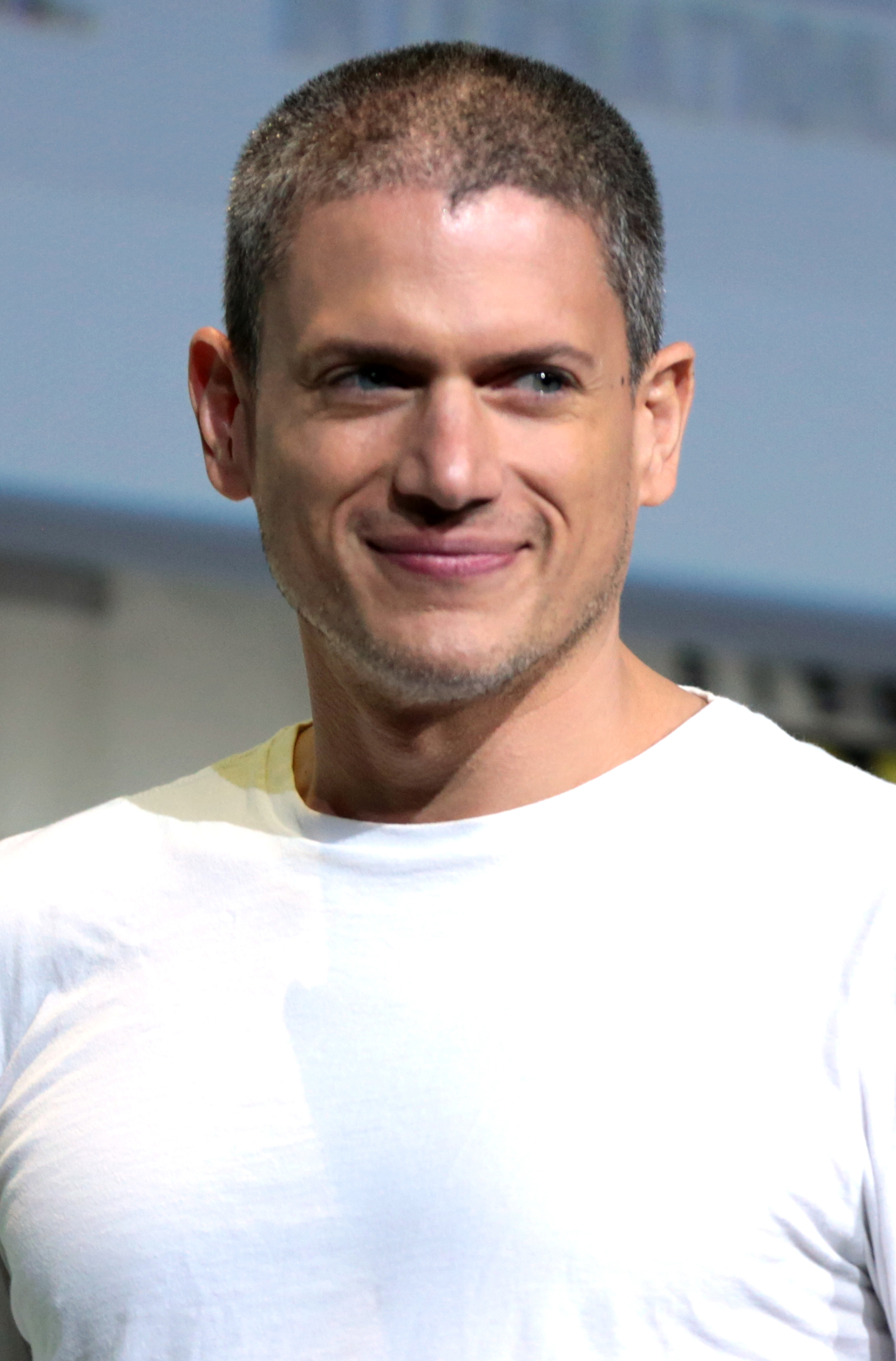
میلر در کامیک-کن بین‌المللی سن دیگو ۲۰۱۶

میلر در مراسم شام کمپین حقوق بشر در سال ۲۰۱۳ در سیاتل، واشینگتن، اعلام کرد که چندین بار در نوجوانی، قبل از آشکارسازی همجنسگرایی‌اش، اقدام به خودکشی کرده‌است. او گفت: «هنگامی که کسی از من می‌پرسید که آیا این یک فریاد برای کمک بود، گفتم نه، چون من به هیچ‌کس نگفته بودم، شما زمانی برای کمک فریاد می‌زنید که باور داشته باشید کمکی وجود دارد.»

در ۱۷ اکتبر ۲۰۱۶، ذهن‌های فعال، یک مؤسسه خیریه سلامت روان، اعلام کرد که میلر سفیر این سازمان خواهد بود. در یک پست فیس بوک در سال ۲۰۱۶، او فاش کرد که "از کودکی با افسردگی دست و پنجه نرم می‌کرد. این نبردی است که برای او زمان، فرصت‌ها، روابط و هزاران شب بی خوابی تمام شده‌است." او این پست احساسی را در واکنش به یک میم از خودش که افزایش وزن او را در سال ۲۰۱۰ مسخره می‌کرد، منتشر کرد. میلر گفت که افزایش وزن او به این دلیل است که او در غذا آرامش پیدا کرده‌است زیرا قصد خودکشی دارد. در نزدیکی پایان پست، او پیوندهایی را برای سازمان‌هایی مانند خط حیاتی پیشگیری از خودکشی ملی و ذهن‌های فعال ارائه کرد.ونت ورث در ۲۸ ژوئیه
۲۰۲۱ فاش کرد که "یک سال پیش" به اوتیسم مبتلا شده‌است. او در اینستاگرام پست کرد: "این چیزی نیست که من آن را تغییر دهم… اوتیستیک فوراً برای شخصیت من مهم است. به دست آوردم/ بیان کرد.»

## فیلم‌شناسی

### فیلم
| سال  | فیلم                         | نقش              | توضیحات             |
| ---- | ---------------------------- | ---------------- | ------------------- |
| ۲۰۰۱ | اتاق ۳۰۲                     | سرور #۱          | فیلم کوتاه          |
| ۲۰۰۳ | جهان زیرین                   | دکتر آدام لاکووپ |                     |
| ۲۰۰۳ | ننگ بشری                     | کلمن سیلک جوان   |                     |
| ۲۰۰۵ | اعتراف                       | زندانی / تام     | فیلم کوتاه          |
| ۲۰۰۵ | نهان                         | EDI              | صداپیشه             |
| ۲۰۱۰ | رزیدنت ایول: زندگی پس از مرگ | کریس ردفیلد      |                     |
| ۲۰۱۲ | چهره عزادار                  | عماس             |                     |
| ۲۰۱۲ | رزیدنت ایول: قصاص            | Chris Redfield   | Archive footage     |
| ۲۰۱۳ | استوکر                       |                  | Writer, co-producer |
| ۲۰۱۴ | لافت                         | Luke Seacord     |                     |
| ۲۰۱۵ | اتاق ناامیدی‌ها               | Writer           |                     |

#### به عنوان فیلمنامه‌نویس
| سال  | عنوان          | توضیحات        |
| ---- | -------------- | -------------- |
| ۲۰۱۳ | نهان           | با نام تد فولک |
| ۲۰۱۶ | اتاق ناامیدی‌ها |                |

### به عنوان تهیه‌کننده
| سال  | عنوان | توضیحات |
| ---- | ----- | ------- |
| ۲۰۱۳ | نهان  |         |

### تلویزیون
| سال            | فیلم                            | نقش                             | توضیحات                                                            |
| -------------- | ------------------------------- | ------------------------------- | ------------------------------------------------------------------ |
| ۱۹۹۸           | بافی قاتل خون‌آشام‌ها             | گیج پترونزی                     | قسمت: "برو ماهی"                                                   |
| ۱۹۹۹           | زمان زندگی شما                  | نیلسون                          | قسمت ۲                                                             |
| ۲۰۰۰           | محبوب                           | آدام روچیلد رایان               | قسمت ۲                                                             |
| ۲۰۰۰           | بخش فوریت‌های پزشکی              | مایک پالمیری                    | قسمت: "بازگشت به خانه"                                             |
| ۲۰۰۲           | شهر دایناسورها                  | دیوید اسکات                     | نقش اصلی؛ قسمت ۳                                                   |
| ۲۰۰۵           | جوآن آرکادیا                    | رایان هانتر                     | قسمت ۲                                                             |
| ۲۰۰۵–۲۰۱۷      | فرار از زندان                   | مایکل اسکافیلد                  | نقش اصلی                                                           |
| ۲۰۰۵           | زمزمه گر ارواح                  | گروهبان پل آدامز                | قسمت ۱                                                             |
| ۲۰۰۹           | فمیلی گای                       | جوک شماره ۴ / بچه محبوب شماره ۲ | صداپیشه                                                            |
| ۲۰۰۹           | فرار از زندان                   | مایکل اسکافیلد                  | فیلم سینمایی                                                       |
| ۲۰۰۹           | قانون و نظم: واحد قربانیان ویژه | نیت کندال                       | قسمت: "ناپایدار"                                                   |
| ۲۰۱۱           | دکتر هاوس                       | بنجامین برد                     | قسمت: "پرونده خیریه"                                               |
| ۲۰۱۳           | عدالت جوان                      | دث‌استروک                        | صداپیشه                                                            |
| ۲۰۱۴–۲۰۱۹      | فلش                             | لئونارد اسنارت/کاپیتان سرما     | صداپیشه                                                            |
| ۲۰۱۵           | ارو ورس                         | لئونارد اسنارت/کاپیتان سرما     | ویدیوی تبلیغاتی کوتاه                                              |
| ۲۰۱۶-۲۰۱۸-۲۰۲۱ | افسانه‌های فردا                  | لئونارد اسنارت/کاپیتان سرما     | نقش اصلی (فصل ۱)، نقش تکراری (فصل ۳–۲)، نقش مهمان (فصل ۷)؛ قسمت ۲۳ |
| ۲۰۱۹           | خانم وزیر                       | سناتور مارک هانسون              |                                                                    |
| ۲۰۱۹–۲۰۲۱      | نظم و قانون: واحد قربانیان ویژه | آدا آیزایا هلمز                 | قسمت: «قاتل در آدرس بد» قسمت: «بازوی دراز شاهد»                    |
| ۲۰۱۹           | بت وومن                         | لئونارد (زمین-۷۴)               | صداپیشه؛ قسمت: «بحران در زمین‌های بی‌کران قسمت دوم»                  |

### بازی ویدئویی
| سال  | عنوان                | توضیحات        | نکته    |
| ---- | -------------------- | -------------- | ------- |
| ۲۰۱۰ | فرار از زندان: توطئه | مایکل اسکافیلد | صداپیشه |

### نماهنگ
| سال  | نام آهنگ    | بازیگر    |
| ---- | ----------- | --------- |
| ۲۰۰۵ | مثل آن است  | ماریا کری |
| ۲۰۰۵ | ما مال همیم | ماریا کری |

## جوایز و نامزدها
| سال  | جایزه                         | رده                                       | فیلم یا سریال | نتیجه     |
| ---- | ----------------------------- | ----------------------------------------- | ------------- | --------- |
| ۲۰۰۴ | جایزه بلک ریل                 | بهترین بازیگر                             | ننگ بشری      | نامزدشده  |
| ۲۰۰۴ | جایزه بلک ریل                 | بهترین اجرای موفقیت‌آمیز                   | ننگ بشری      | نامزدشده  |
| ۲۰۰۵ | جوایز گلدن گلوب               | بهترین بازیگر مرد – مجموعه تلویزیونی درام | فرار از زندان | نامزدشده  |
| ۲۰۰۵ | جوایز ساترن                   | بهترین بازیگر مرد تلویزیون                | فرار از زندان | نامزدشده  |
| ۲۰۰۶ | جایزه دربی طلایی              | موفق‌ترین بازیگر سال                       | فرار از زندان | نامزدشده  |
| ۲۰۰۶ | جوایز برگزیده نوجوانان        | انتخاب بازیگر مجموعه تلویزیونی درام       | فرار از زندان | نامزدشده  |
| ۲۰۰۶ | جوایز برگزیده نوجوانان        | انتخاب ستاره برک آوت تلویزیون             | فرار از زندان | نامزدشده  |
| ۲۰۰۷ | براوو اتو                     | بهترین ستاره مرد تلویزیون                 | فرار از زندان | 2nd place |
| ۲۰۰۷ | جوایز برگزیده نوجوانان        | بازیگر درام تلویزیونی منتخب               | فرار از زندان | نامزدشده  |
| ۲۰۰۷ | جوایز برگزیده نوجوانان        | بازیگر اکشن تلویزیونی منتخب               | فرار از زندان | نامزدشده  |
| ۲۰۱۳ | جایزه فرایت میتر              | بهترین فیلمنامه                           | استوکر        | نامزدشده  |
| ۲۰۱۳ | جوایز بین‌المللی سینمای آنلاین | بهترین فیلم‌نامه اورجینال                  | استوکر        | نامزدشده  |
| ۲۰۱۴ | جایزه اره برقی فانگوریا       | بهترین فیلم‌نامه                           | استوکر        | 2nd place |
| ۲۰۱۵ | جوایز ساترن                   | بهترین نقش اول مهمان در تلویزیون          | فلش           | برنده     |
| ۲۰۱۷ | جوایز برگزیده نوجوانان        | انتخاب بازیگر تلویزیون: اکشن ماجراجویی    | فرار از زندان | نامزدشده  |